# Hrubá Kečka
Hrubá Kečka (też: Hrubá Kačka; 1037 m n.p.m.) – szczyt w Górach Strażowskich w zachodniej Słowacji.
Leży w grzbiecie ograniczającym od północnego zachodu dolinę górnego toku Rajčanki, pomiędzy szczytem Ostrá Kečka (938 m n.p.m.) na północnym wschodzie a przełęczą Samostrel (756 m n.p.m.) na południu. Wznosi się niespełna 3,5 km na północ od Čičman. Przez szczyt biegnie granica między krajem żylińskim (na południowym wschodzie) i krajem trenczyńskim (na północnym zachodzie).
Stoki południowo-wschodnie bardzo strome, lokalnie słabo rozczłonkowane drobnymi formami terenowymi. Stoki północno-zachodnie łagodniejsze, przechodzące w krótki grzbiet, opadający ku północy i dalej ku północnemu wschodowi. Masyw prawie w całości zalesiony z wyjątkiem długiej polany opadającej spod szczytu na wspomniany grzbiet.
Grzbietem przez szczyt biegnie granica Obszaru Chronionego Krajobrazu Gór Strażowskich, obejmującego południowo-wschodnie stoki góry.
Tuż pod szczytem od strony zachodniej, a następnie w dół wspomnianą polaną przebiega zielono  znakowany szlak turystyczny spod szczytu Strážova do miejscowości Pružina. Z polany widoki, obejmujące wycinek horyzontu od południowego zachodu po północny wschód.